# Frédéric de Falloux du Coudray
Frédéric de Falloux du Coudray, francoski rimskokatoliški duhovnik in kardinal, * 15. avgust 1815, Bourg d'Iré, † 22. junij 1884.

## Življenjepis
12. marca 1877 je bil povzdignjen v kardinala in imenovan za kardinal-diakona S. Agata de' Goti. 12. maja 1879 je postal še kardinal-duhovnik S. Angelo in Pescheria.
Umrl je 22. junija 1884.